# Condado de Russell (Kansas)
O Condado de Russell é um dos 105 condados do Estado americano de Kansas. A sede do condado é Russell, e sua maior cidade é Russell. O condado possui uma área de 2 328 km² (dos quais 37 km² estão cobertos por água), uma população de 7 370 habitantes, e uma densidade populacional de 3 hab/km² (segundo o censo nacional de 2000). O condado foi fundado em 26 de fevereiro de 1867.